# Poecilocloeus bifurcus
Poecilocloeus bifurcus är en insektsart som beskrevs av Marius Descamps 1980. Poecilocloeus bifurcus ingår i släktet Poecilocloeus och familjen gräshoppor. Inga underarter finns listade i Catalogue of Life.